# Selecció d'hoquei sobre patins masculina d'Alemanya

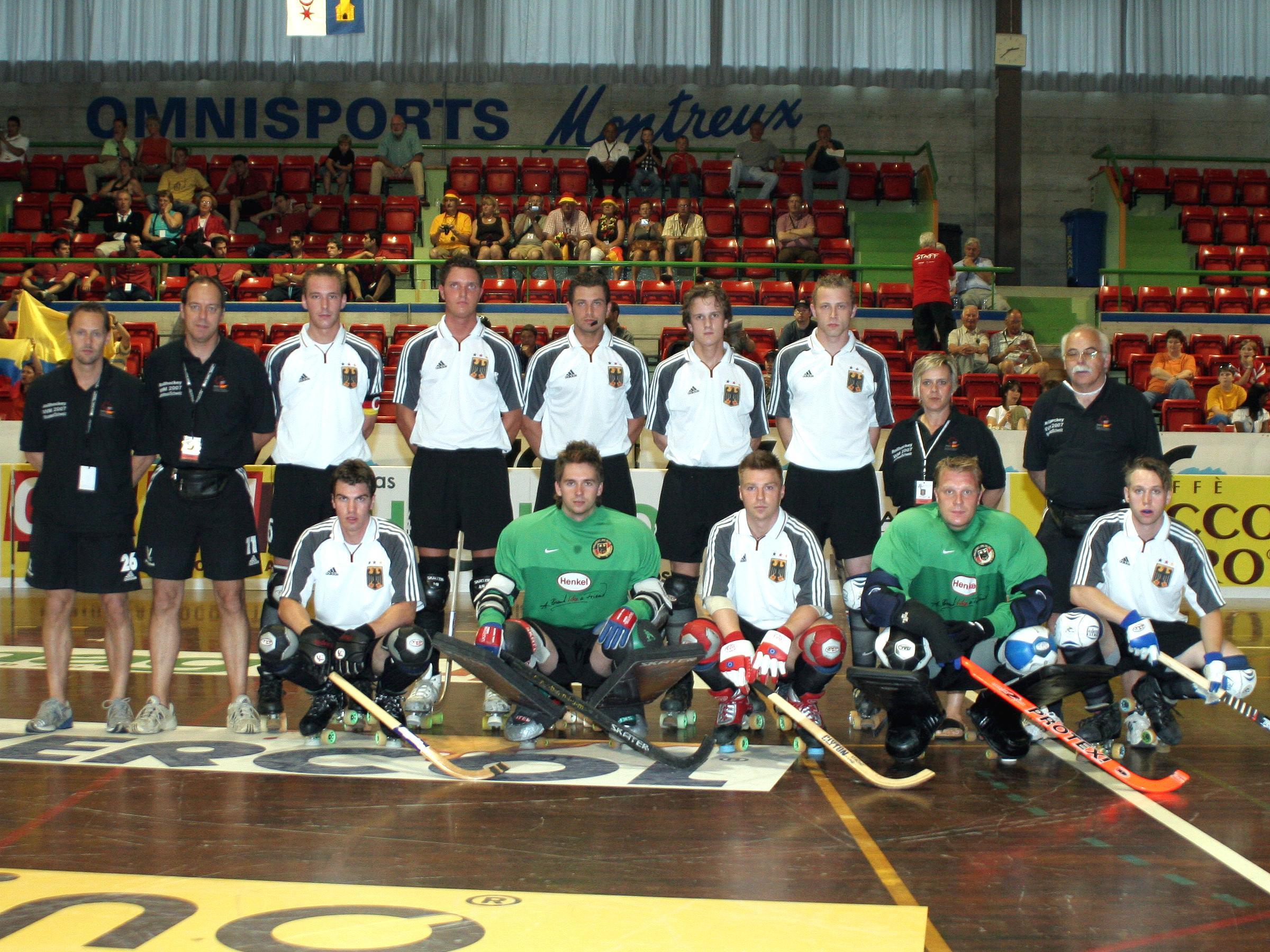
Selecció d'Alemanya al Mundial 2007

La selecció d'hoquei sobre patins masculina d'Alemanya és l'equip masculí que representa la Federació Alemanya de Patinatge en competicions internacionals d'hoquei sobre patins. La Federació Alemanya es va fundar l'any 1949.